# Коровушкина, Анна Михайловна
Анна Михайловна Коровушкина (род. 5 мая 1987) — российская футболистка, полузащитник. Мастер спорта России.

## Биография
В 2005 году выступала за санкт-петербургский клуб «Нева» в чемпионате России и провела 20 матчей. По итогам сезона 2005 года клуб занял последнее восьмое место и вылетел из высшего дивизиона.
Перед началом сезона 2006 года перешла в стан пермской «Звезды-2005». Клуб впервые принимал участие в первом дивизионе и сходу добился путёвки в высший дивизион. В составе команды трижды становилась чемпионом России, финалистом Кубка УЕФА, победителем Кубка России и его финалистом.
В пляжном футболе много лет выступала за клуб «Нева»/«Кристалл-Нева»/«Нева-Сити». Вице-чемпионка России 2012, 2013, 2014, 2018 годов. В чемпионском сезоне 2016 года была в заявке, но ни одного матча не сыграла. Одна из лучших бомбардиров своего клуба, второй бомбардир чемпионата России 2013 года (7 голов). В 2017 году участвовала в Women’s Euro Winners Cup (5 матчей, 4 гола). Также выступала в соревнованиях городского уровня за «Неву»/«Кристалл-Неву». Позднее играла на любительском уровне за клубы «Лекс» и «ЦС Калининский».

## Достижения
«Звезда-2005»
- Чемпион России (3): 2007, 2008, 2009
- Серебряный призёр первого дивизиона России: 2006
- Обладатель Кубка России: 2007
- Финалист Кубка России: 2008
- Финалист Кубка УЕФА: 2008/09